# Charles Journet
Charles Journet (Genève, 26 januari 1891 - Fribourg, 15 april 1975) was een Zwitsers geestelijke en kardinaal van de Rooms-Katholieke Kerk.
Journet, zoon van Jean-Louis Journet en Jenny Bondat, werd op de dag van zijn geboorte gedoopt en ontving het H. Vormsel op 12 januari 1903. Hij bezocht vervolgens het seminarie van Fribourg en werd op 15 juli 1917 priester gewijd. Hij doceerde vervolgens tot 1965 systematische theologie aan de Fribourgse priesteropleiding, waarvan hij ook enige tijd rector was. Journet was een vooraanstaand en productief geleerde. Zijn driedelig werk L'Église du Verbe Incarné, Essai de théologie spéculative, dat tussen 1941 en 1965 verscheen, geldt als zijn magnum opus en als een hoogtepunt in de ecclesiologie.
Paus Paulus VI creëerde deze vooraanstaande theoloog kardinaal in het consistorie van 20 februari 1965. Zijn titelkerk werd de Santa Maria in Portico. Een week daarvoor was hij, omdat nieuwe richtlijnen van paus Paulus dat verplichtten, benoemd tot titulair aartsbisschop van Furnos Minor. Als bisschoppelijke wapenspreuk koos hij Dominus misereatur (De heer zal genadig zijn, uit Jesaja, 30,18). Kardinaal Journet nam deel aan de laatste zitting van het Tweede Vaticaans Concilie.
Journet werd vooral om zijn theologische verdiensten verheven tot kardinaal. Behalve door zijn wetenschappelijk werk, verwierf hij een zeker aanzien door de oprichting, in 1926, samen met Jacques Maritain, van het tijdschrift Nova et vetera.
- Biblioteca Nacional de España: XX983283
- Bibliothèque nationale de France: cb11909116p (data)
- CiNii: DA04808463
- Gemeinsame Normdatei: 119209683
- Historisch woordenboek van Zwitserland: 009883
- International Standard Name Identifier: 0000 0001 2136 3351
- Library of Congress Control Number: n82111772
- Bibliotheek van het Japanse parlement: 00523042
- Nationale Bibliotheek van Tsjechië: skuk0000649
- Nationale bibliotheek van Australië: 35746074
- Nationale Bibliotheek van Israël: 987007263500305171
- Nationale Bibliotheek van Polen: a0000001616713
- Nationale en Universitaire bibliotheek Zagreb: 000238995
- Nederlandse Thesaurus van Auteursnamen: 069252777
- Réseau des bibliothèques de Suisse occidentale: 02-A003432300
- Istituto Centrale per il Catalogo Unico: PUVV187105
- Système universitaire de documentation: 026941708
- Trove: 1068258
- Virtual International Authority File: 64007350
- WorldCat: E39PBJyMcjhR9wb4RXffj6Gfv3